# Theda Bara
Theda Bara, ursprungligen Theodosia Burr Goodman, född 29 juli 1885 i Cincinnati i Ohio, död 7 april 1955 i Los Angeles i Kalifornien, var en amerikansk skådespelerska och stumfilmsstjärna; filmhistoriens första vamp.

## Biografi
Theda Bara blev stjärna över en natt 1915 genom sin roll som hänsynslös "femme fatale" i filmen A Fool There Was. Filmen bygger på en dikt av Rudyard Kipling, The Vampire och på så sätt uppstod ordet "vamp".
Theda Bara lanserades som en kvinna med mystiska krafter, född i Saharaöknen, "kärleksbarnet" till en fransk konstnär och hans egyptiska älskarinna. Det sades att hennes namn var ett anagram för "Arab Death". I verkligheten var hennes far en vanlig, judisk skräddare.
Hon hade långt svart hår och använde kolsvart ögonmakeup för att framhäva sin blekhet. Hon omgav sig med dödssymboler, såsom dödskallar och korpar, körde omkring i en vit limousin, blev uppassad av "nubiska tjänare" och höll presskonferenser i starkt parfymerade rum, medan hon satt och smekte en orm.
Theda Bara begav sig till Broadway i förhoppning om att göra en ny karriär där. Detta misslyckades dock, och hennes karriär gick rakt utför. 1926 gjorde hon sin sista film och försvann därefter i glömska. Från 1921 till sin död i cancer 1955 var hon gift med regissören Charles Brabin.
Under sin karriär medverkade hon i runt 40 filmer, men av dessa har de flesta gått förlorade; bara ett fåtal kompletta filmer finns bevarade.

## Filmografi i urval
- 1914 – A Fool There Was
- 1915 – Carmen
- 1916 – The Serpent
- 1916 – Öknens hjältar
- 1917 – Cleopatra
- 1918 – Salome
- 1926 – Madame Mystery

## Galleri

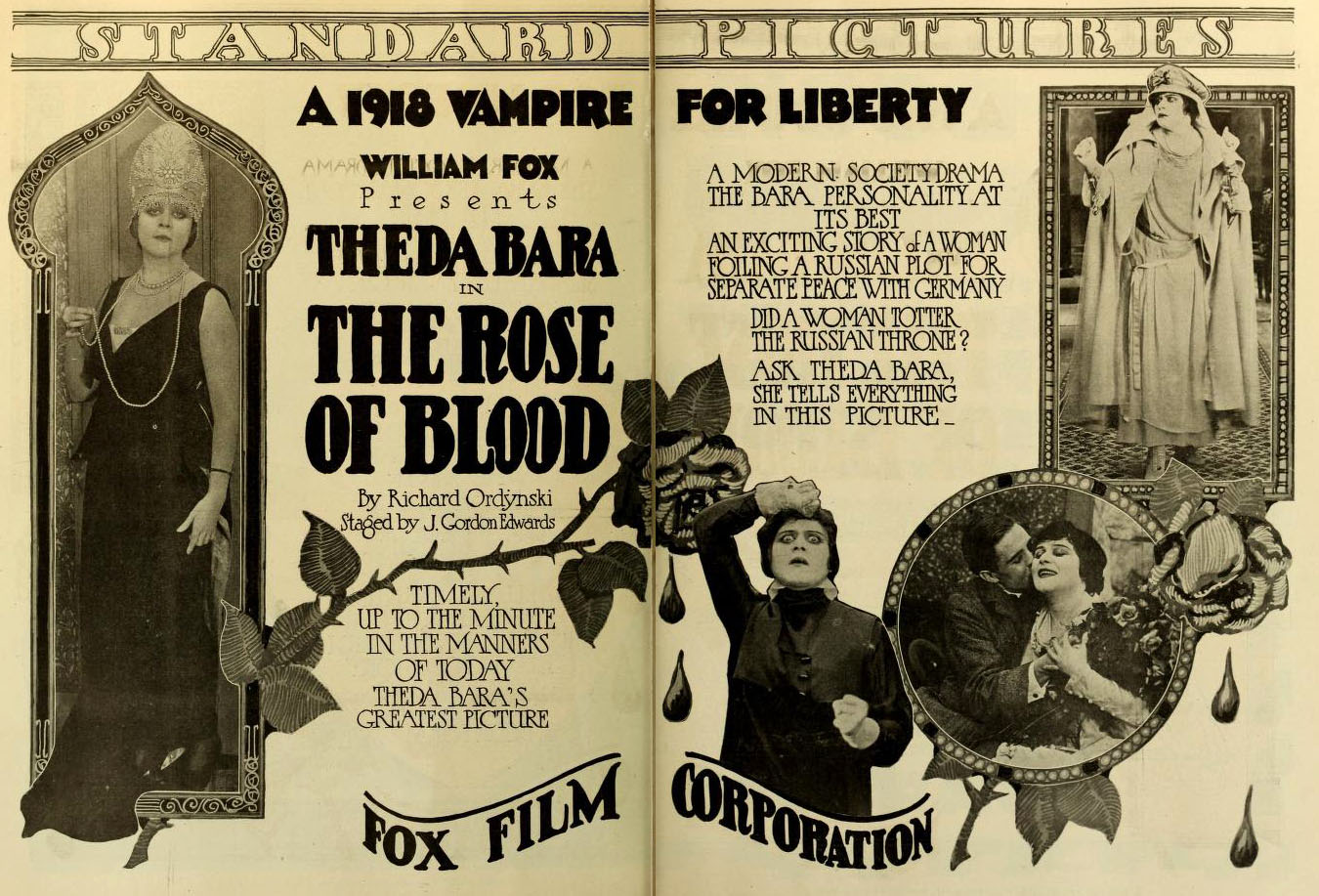
The Rose of Blood (1917)
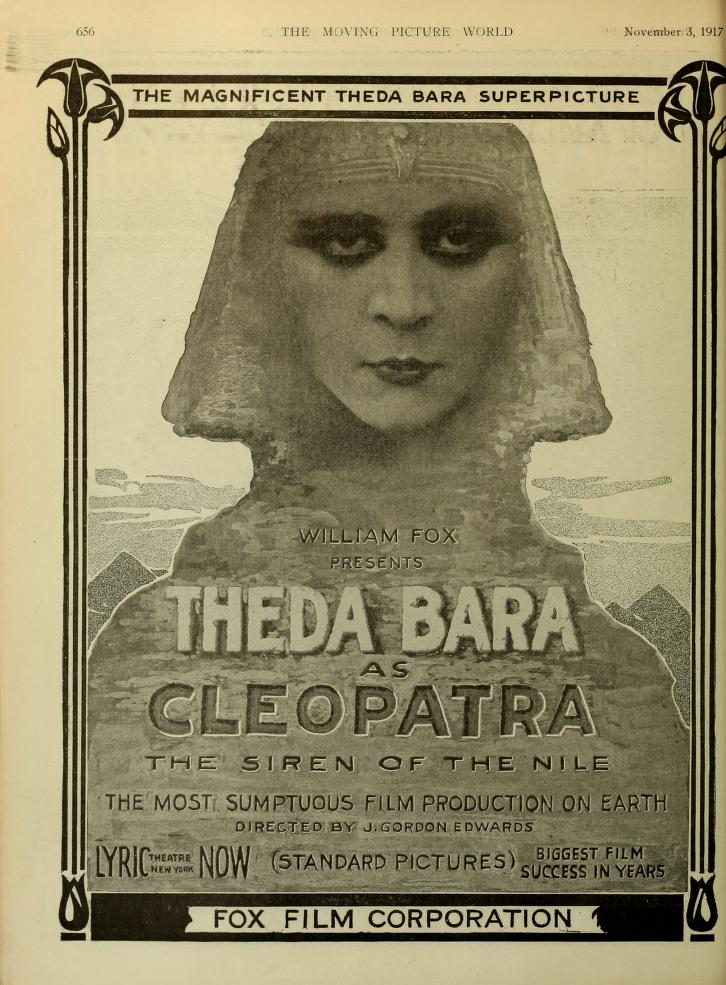
Cleopatra (1917)
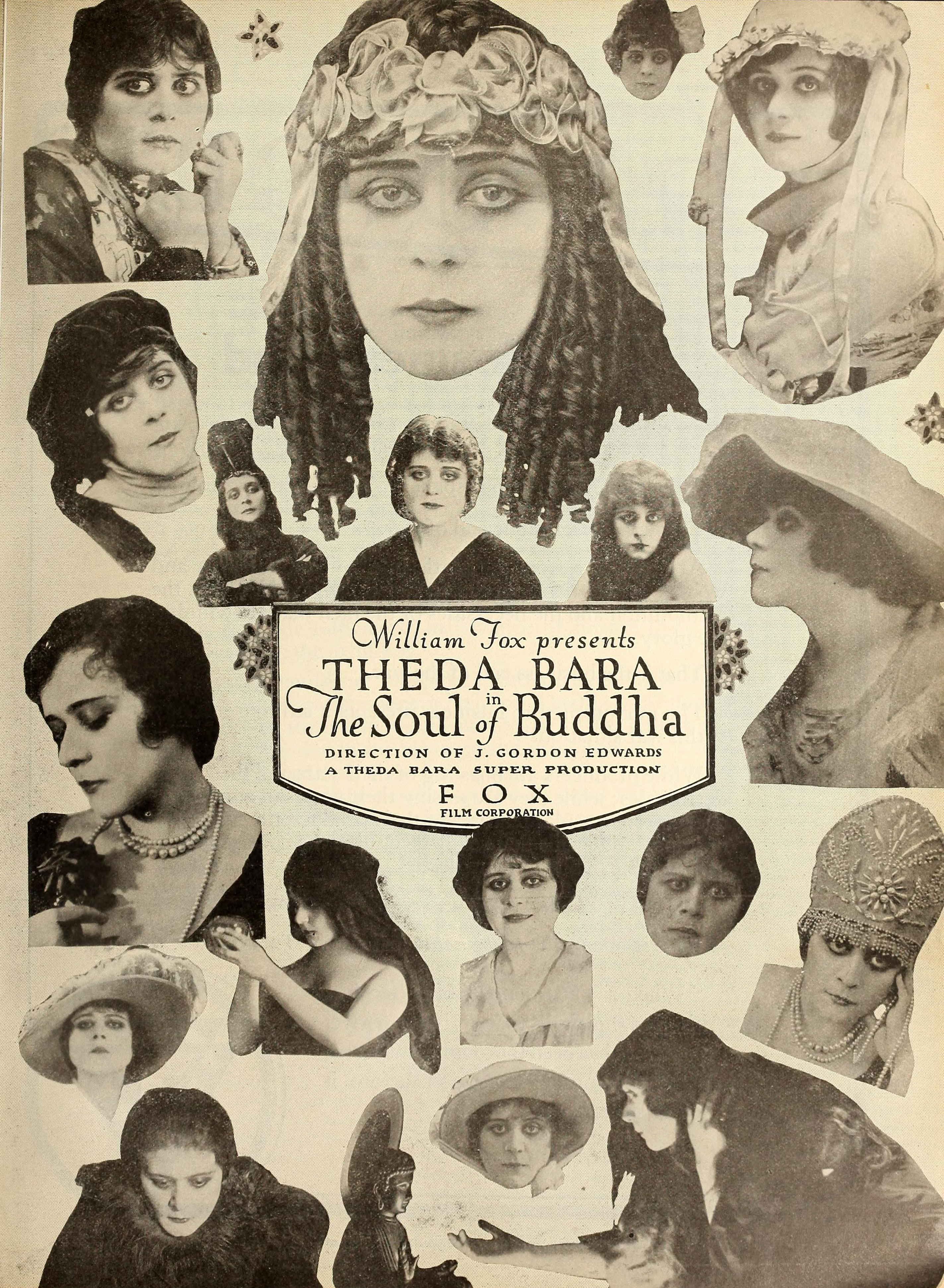
The Soul of Buddha (1918)
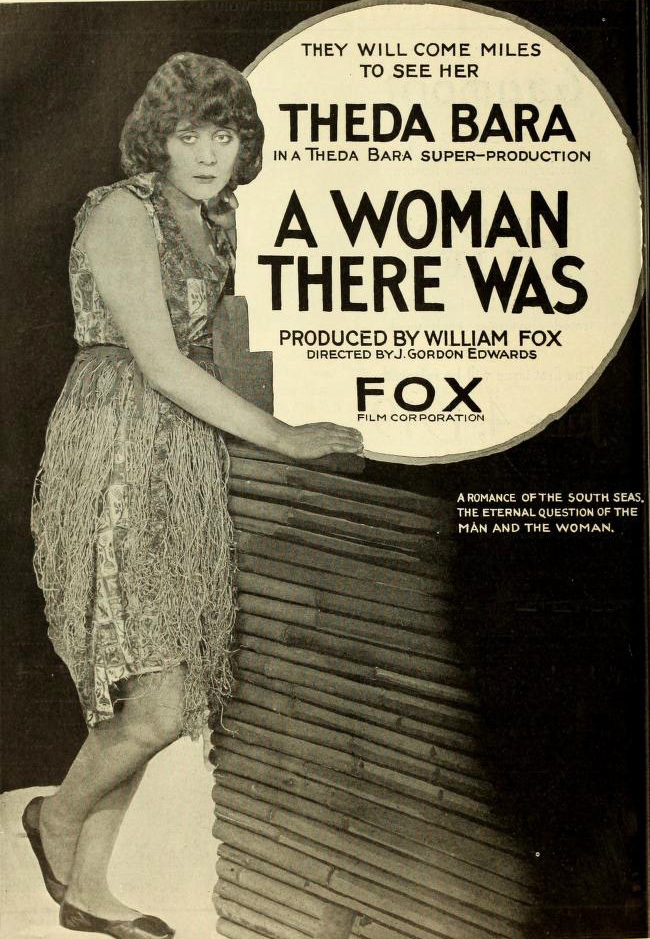
A Woman There Was (1919)
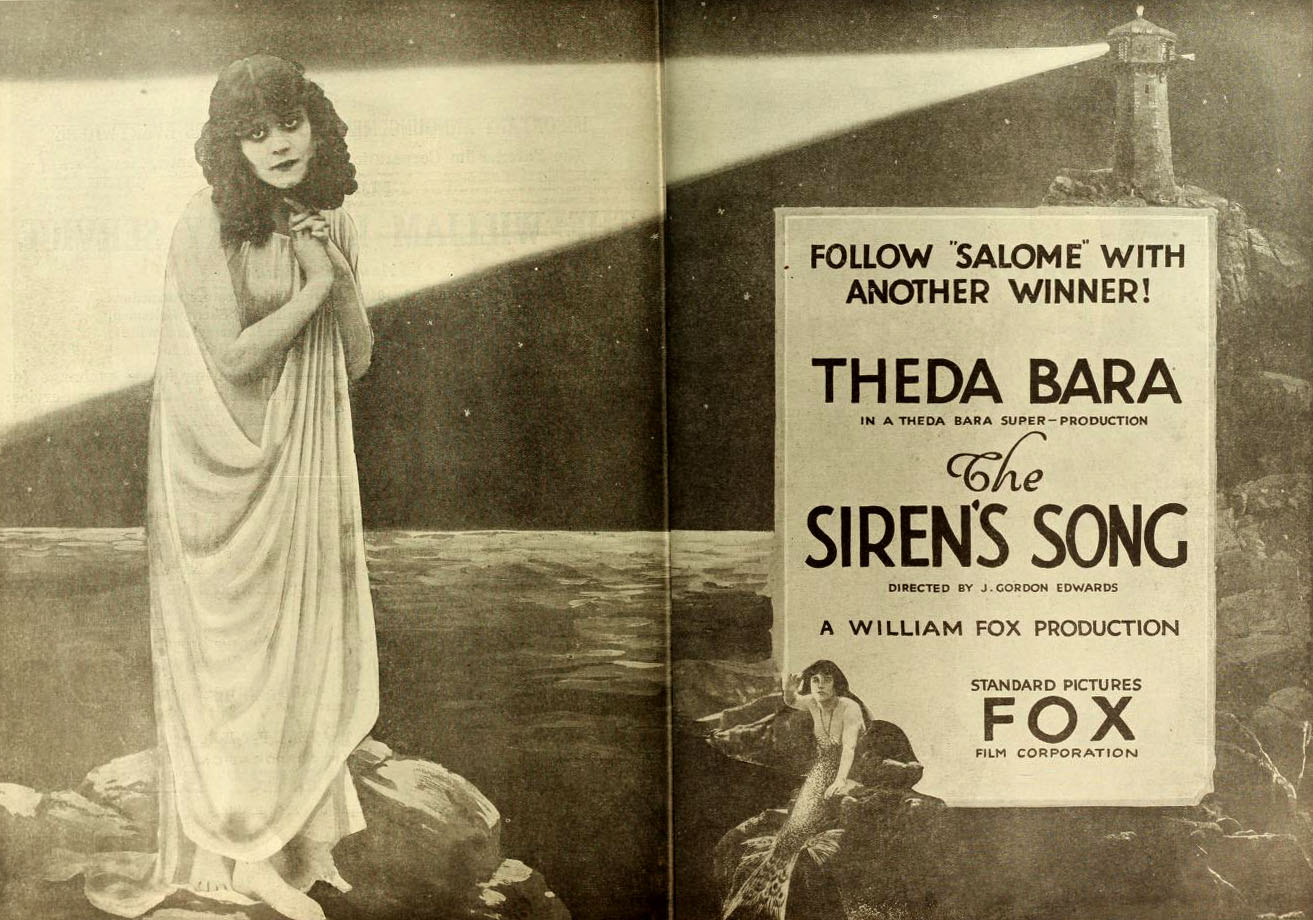
The Siren's song (1919)
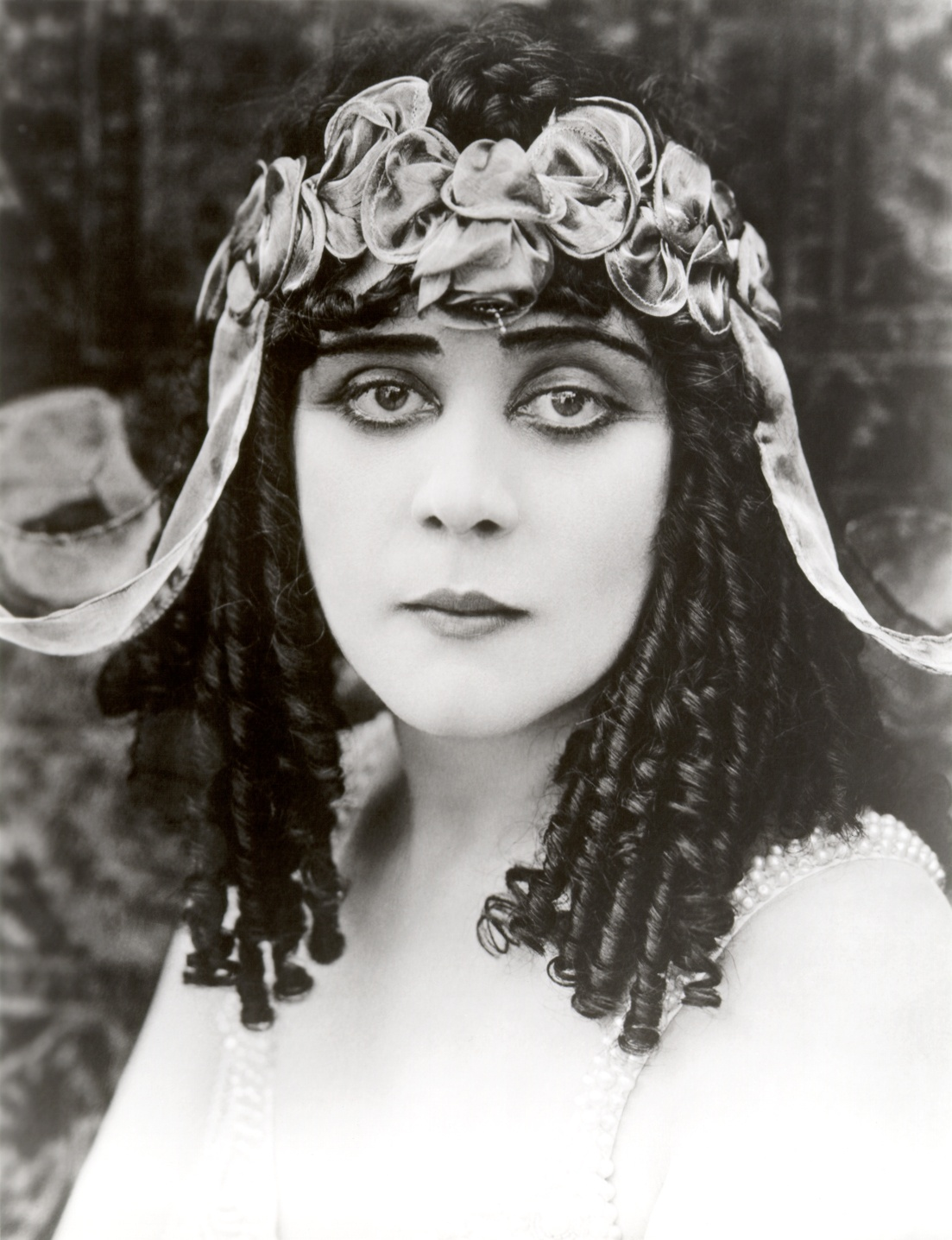
Theda Bara som Kleopatra VII av Egypten, i filmen Cleopatra (1917).
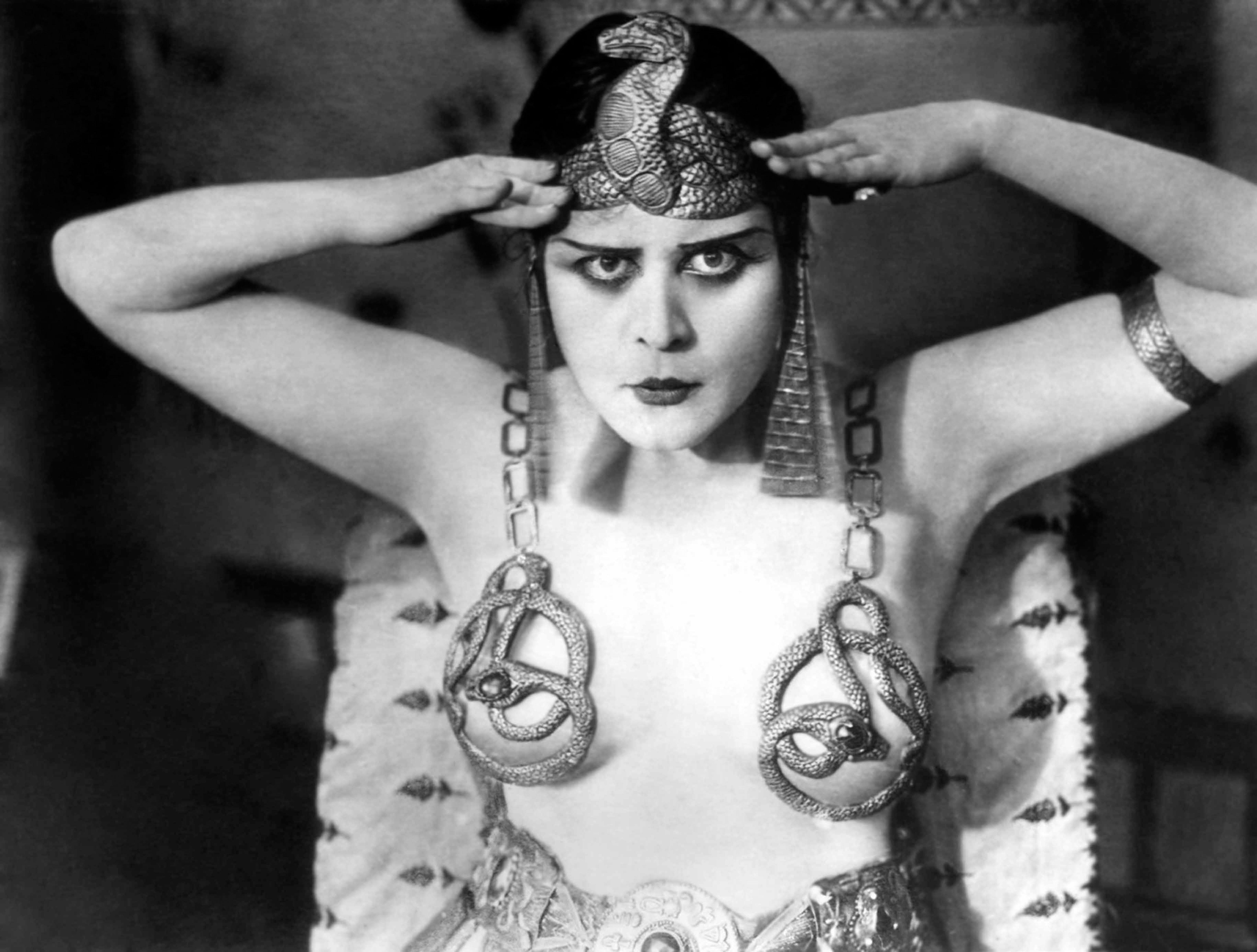
Theda Bara i Cleopatra (1917).